# Dvě slova jako klíč
Pour plus de détails, voir Fiche technique et Distribution.
Dvě slova jako klíč est un film dramatique tchèque réalisé par Dan Svátek (cs) et sorti en 2023.

## Synopsis
Le film suit le destin de différentes personnes sur plusieurs continents dont les histoires s'entrecroisent progressivement et finissent par se confondre. Chacun des protagonistes est confronté à un changement de vie majeur et ses actions influencent le destin des autres personnages.
Un homme d'affaires japonais tente de se réconcilier avec sa fille, qu'il a abandonnée très jeune, et entreprend avec elle un voyage dans l'Himalaya. Une mère tchèque célibataire reçoit une lettre mystérieuse contenant un message crucial. Un peintre qui se remet d'une dépendance à l'alcool rencontre une belle femme et se voit offrir une chance inattendue de fonder une famille. Un écrivain et son ami, tous deux déjà confrontés à leurs propres démons intérieurs, partent pour la jungle indonésienne. Un prêtre de New York est hanté par des rêves étranges, et un vieil homme vivant seul sur les rives de la mer Baltique attend la visite de son fils.

## Fiche technique
- Titre original tchèque : Dvě slova jako klíč[1] (litt. « Deux mots en guise de clef »)
- Réalisateur : Dan Svátek (cs)
- Scénario : Dan Svátek (cs)
- Photographie : Jakub Šimůnek
- Montage : Alois Fišárek
- Musique : Norbi Kovács
- Production : Patrik Křivánek, Dan Svátek (cs)
- Sociétés de production : Holiday Films, IS Produkce, White Silhouette Productions
- Pays de production :  Tchéquie
- Langues originales : tchèque
- Format : Couleurs
- Durée : 100 minutes
- Genre : drame
- Dates de sortie :
  - Tchéquie : 27 juillet 2023

## Distribution
- Ivan Franěk : Tomás
- David Švehlík (cs) : David
- Gen Seto (de) : Fujimura
- Yuki Iwasaki : Sanako
- Daniel Olbrychski : Mateusz
- Diana Dulinková : Anna
- Pierre Richard : Michel
- Jaroslav Dušek (cs) : Milan, le sans-abri
- Jana Nagyová : Jolanta
- Jirí Simek : Mateusz jeune
- Aman Lau Lau : Saman
- Allan Kneefel : Aman Ugagak
- Kamil Mularz : Gabrys
- Cyril Svoboda : Tomás
- Marika Šoposká : Dana
- Tereza Srbov
- David Lim